# Jorge Robledo Oliver
Jorge Robledo Oliver, més conegut com a George Robledo, (Iquique, 14 d'abril de 1926 - Viña del Mar, 1 d'abril de 1989) fou un futbolista xilè de la dècada de 1950.

## Trajectòria
Era fill de pare xilè i mare anglesa. El 1932, amb cinc anys, emigrà a Brampton Bierlow, Yorkshire. A Anglaterra jugà com amateur a Huddersfield Town, i com a professional al Barnsley i a partir del 27 de gener de 1949, al Newcastle United, club que pagà un traspàs de £26.500, que també incloïa el seu germà Ted. A Newcastle es convertí en un jugador molt destacat, esdevenint un dels futbolistes no anglesos que més ha destacat en la història del club.
El 1950 jugà amb la selecció xilena el Mundial del Brasil, malgrat que no parlava castellà. El 1953 fitxà pel club xilè Colo-Colo que pagà £25.000 pels seus serveis. Fou el màxim golejador del campionat els anys 1953 i 1954. Al final de la seva carrera jugà al Club Deportivo O'Higgins.

## Palmarès
- FA Cup:
  - 1951, 1952
- Lliga xilena:
  - 1953, 1956

### Distincions individuals
- Màxim golejador de la lliga anglesa:
  - 1951-52
- Màxim golejador de la lliga xilena:
  - 1953, 1954